# Борск
Бо́рск — посёлок, административный центр Борского сельсовета Сухобузимского района Красноярского края.

## География
Расположен в 50 км к северу от краевого центра — города Красноярска.

## История
В годы Советской власти управлением НКВД были созданы поселки для ссыльнопоселенцев: Исток, Мингуль, Шилинка, Родниковый и др. Так же появился на карте Сухобузимского района и поселок Борск. В 1976 г. Указом Президиума ВС РСФСР поселок учхоза Красноярского сельхозинститута переименован в Борск.

## Население
| 2010 |
| ---- |
| 817  |

## Транспорт
Связь с краевым центром
- Автодорога краевого значения P409 «Красноярск-Енисейск» (2 категория, а/б) до села Миндерла (примерно 50км).
- Автодорога районного значения Миндерла—Борск (4 категория, гпс) — 6 км.

## Здравоохранение
В поселке имеется медпункт.